# Kunta Kinteh (eiland)
Het eiland Kunta Kinteh is een werelderfgoedlocatie in Gambia. De plaats is met name belangrijk vanwege haar getuigenis van de slavernij, als verzamelpunt van slaven totdat slavernij was afgeschaft.
De rivier de Gambia was de eerste handelsroute voor het midden van Afrika, en was daarmee ook de corridor vanwaar de slaven werden aangevoerd. Het eiland Kunta Kinteh en de bijhorende vestingwerken herinneren daaraan.
Het fort op het eiland is gebouwd in 1651 door Duitsers, afkomstig uit het hertogdom Koerland en Semgallen. Zij noemden het eiland Sint-Andreas. Tien jaar later veroverden de Britten het eiland en vernoemden het naar de hertog van York, de latere koning Jacobus II. Op verzoek van de Amerikaanse kunstenaar Chaz Guest werd het eiland op 6 februari 2011 vernoemd naar de romanfiguur Kunta Kinte uit Roots: The Saga of an American Family (1976) van de Amerikaanse schrijver Alex Haley.